# Achateli
Achateli – wieś w Gruzji, w regionie Kachetia, w gminie Telawi. W 2014 roku liczyła 271 mieszkańców.